# Sítios arqueológicos de Lagoa Santa

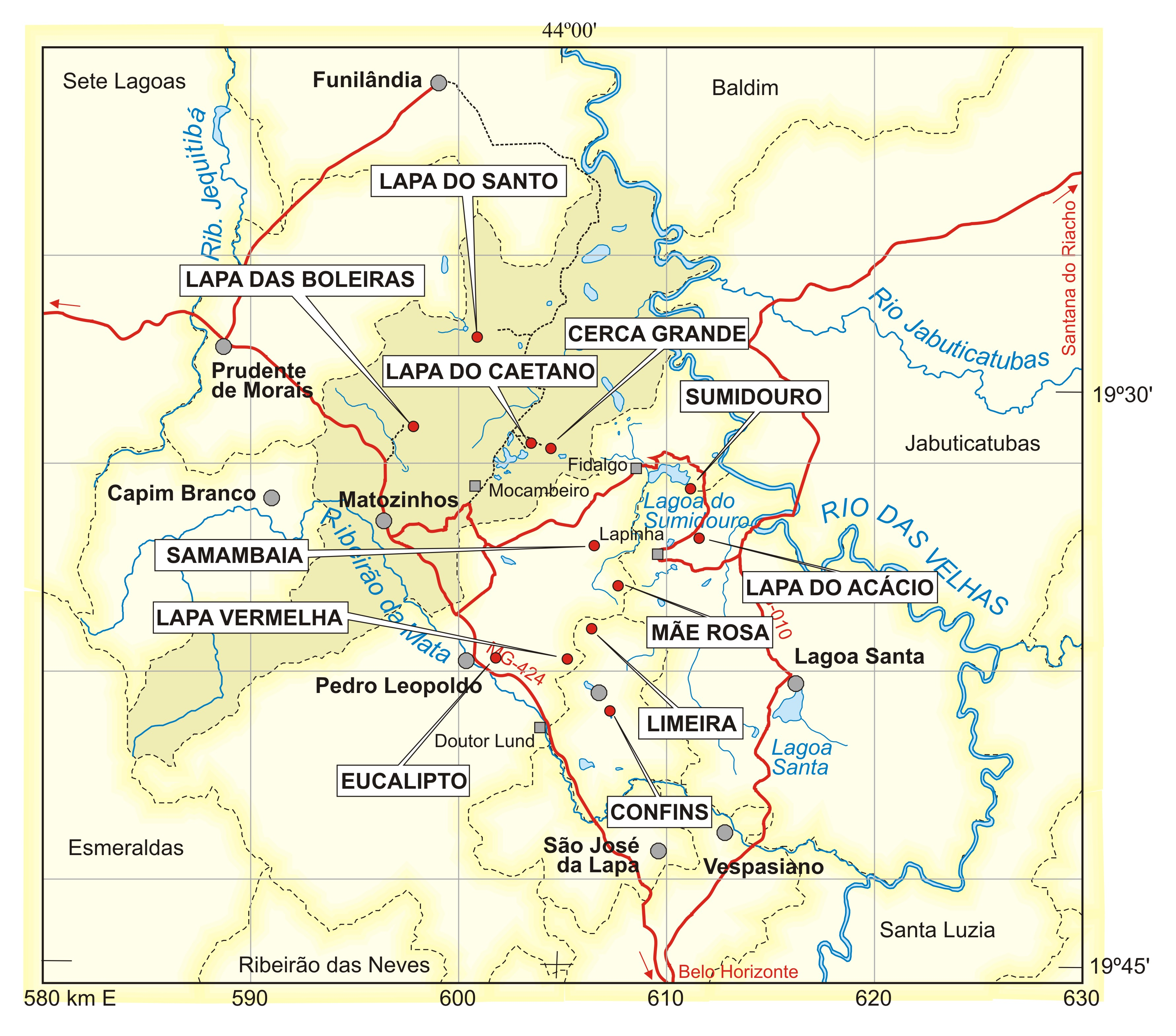
Lapa do Santo - Mapa de Lagoa Santa mostrando a localização da Lapa do Santo em relação aos principais sítios da região nos quais foram encontrados sepultamentos humanos.

A região de Lagoa Santa em Minas Gerais, apresenta um rico acervo de sítios arqueológicos, paleontológicos e espeleológicos. A localidade é formada por Planaltos com relevo pouco acentuado e cárstico, onde a topografia apresenta centenas de grutas e abrigos sob rocha em afloramentos calcários, que apresentam características geomorfológicas favoráveis à preservação de registros arqueológicos e paleontológicos. Além disso, a química do solo das cavernas realiza o papel de agente fossilizante e retarda a degradação da parte inorgânica dos ossos. Até a data de setembro de 2021, haviam sido registrados mais 600 sítios arqueológicos presentes na região, sendo os principais o sítio Coqueirinho, Sumidouro, Lapa do Santo, das Boleiras e o conjunto de Lapa Vermelha. O conjunto de mais de 600 sítios abrange diferentes períodos históricos, desde a presença de povos pré-históricos até vestígios de ocupação mais recentes, como a presença de indígenas. O resultado das pesquisas relacionadas a Lagoa Santa trouxeram abundante registros humanos e de fauna demonstrando um grande potencial elucidativo do povoamento do ser humano na América do sul. Foram encontrados entre 200 a 500 fósseis humanos na área de Lagoa Santa, formando a uma ampla coleção osteológica relativa ao Holoceno Inicial nas Américas.
Primeira escavação

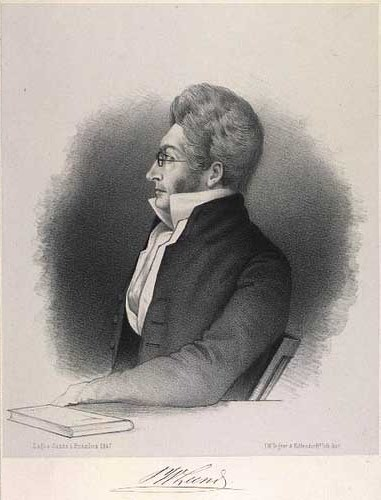
Peter Wilhelm Lund, Dinamarquês zoologista. 1801-1880.

A primeira escavação de Lagoa Santa se deu com o trabalho de Peter Lund, entre 1835 e 1844. Ele explorou aproximadamente 80 áreas, dentre as centenas de sítios localizados com potencial fossilífero. A Gruta do Sumidouro foi o local mais polêmico escavado, por conta do achado de restos de megafauna associados a restos humanos. A partir dessa descoberta, Lund levantou a hipótese de que a ocupação do continente americano teria sido muito anterior ao que se pensava e de que o homem e a megafauna teriam coexistido em Lagoa Santa.
Escavações no século XX
Após a escavação de Lund, a região de Lagoa Santa voltou a ser pesquisada apenas no início do século XX, com o trabalho de equipes do Museu Nacional do Rio de Janeiro e da Academia de Ciências de Minas Gerais. Porém, enquanto as escavações do Museu Nacional não encontraram evidências da convivência entre o homem e a megafauna, as pesquisas realizadas pela Academia de Ciências defendiam a hipótese de Lund sobre a convivência do homem e da megafauna.
Em 1950 foi realizada uma missão americana na região, em que duas respostas às hipóteses de Lund emergiram. Uma vez que nenhum osso de megamamífero foi encontrado nos sítios escavados, concluiu-se que não teria havido uma convivência entre homem e megafauna em Lagoa Santa, entretanto a hipótese de Lund de que a ocupação humana nas Américas teria sido muito mais antiga estava correta, a partir das informações obtidas por datações de por carbono-14.
Após essa missão, ocorreu o trabalho de Annette Laming-Emperaire, nos anos de 1970, com a realização de escavações que mostraram que a ocupação humana em Lagoa Santa podia ser recuada até 11 mil anos e que encontraram um esqueleto humano, com idade estimada entre 11 e 12 mil anos. Esse esqueleto foi batizado de Luzia pelo bioantropólogo Walter Neves e representa um dos esqueletos mais antigos encontrados na América. Por outro lado, não foram achados indícios de contemporaneidade entre homem e megafauna.
Escavações no século XXI
As escavações mais recentes ocorreram entre 2000 e 2009, a partir do projeto “Origens”, coordenado por Walter Neves, onde foram realizadas diversas escavações arqueológicas e paleontológicas em abrigos e grutas da região.

## Início da antropologia e arqueologia no Brasil
O histórico arqueológico e paleontológico de Lagoa Santa é fruto de 180 anos de pesquisas e seus registros são bastantes ricos e diversos, demonstrando sinais de ocupação humana que remontam a cerca de 11.500 anos atrás.  Os vestígios arqueológicos abundantes da região permitem e permitiram um forte alicerce para o desenvolvimento e entendimento do processo de povoamento das Américas, desde o século XIX até os tempos atuais. Durante os séculos XVIII e XIX as disciplinas modernas de biologia, arqueologia e antropologia estavam em construção e muitos cientistas iniciaram pesquisas interdisciplinares nessas áreas. No Brasil, essas pesquisas se intensificaram com a instalação da corte portuguesa no país, sendo impulsionada pela criação dos museus nacionais.
As pesquisas em Lagoa Santa começaram em 1834, com a chegada do naturalista dinamarquês, Peter W. Lund, em Curvelo, Minas Gerais. Lund vinha de uma excursão pelo interior do Brasil, acompanhado do também naturalista dinamarquês Peter Clausen, e ficou impressionado com os fósseis apresentados a ele por um morador local, o que o fez se instalar na cidade de Lagoa Santa em 1835. Nos dez anos seguintes, Lund explorou arduamente centenas de grutas de Lagoa Santa e obteve milhares de ossos da fauna, dos quais ele fez descrições preliminares de diversas novas espécies. Restos de esqueletos humanos foram encontrados por Lund em seis grutas, sendo a mais marcante a Gruta do Sumidouro, na qual foram encontrados mais de 30 indivíduos misturados com animais extintos da megafauna. Essa convivência era inconcebível para a época, a teoria corrente era de que os seres humanos surgiram na terra após a extinção dos grandes mamíferos. O acervo gerado pelas pesquisas de Lund e Clausen serviu de auxílio no embasamento para construção da teoria evolutiva, através da comparação com os elementos fósseis encontrados e as espécies atuais do continente Sul americano, sendo, até mesmo, citado por Darwin, na origem das espécies.

## Impactos das primeiras descobertas de Lagoa Santa
A maioria dos esqueletos encontrados por Lund na Gruta do Sumidouro foram enviados à Europa, o que gerou grande impacto internacional, levando à diversos antropólogos passarem a se debruçar sobre os novos objetos centrais de estudo de Lund: a antiguidade da ocupação humana na América e a convivência entre seres humanos e os mamíferos da megafauna. Inclusive, muitas pesquisas arqueológicas em Lagoa Santa foram guiadas por essas ideias. Alguns antropólogos concordaram com Lund que humanos e megamamíferos conviveram em Lagoa Santa, propondo inclusive hipótese de migração mais antiga para o continente americano. Entretanto, a maior parte dos estudiosos do material de Lund se opuseram à sua afirmação.
No panorama nacional, os crânios encontrados proporcionaram discussões sobre a linhagem de Lagoa Santa, considerada em oposição a dos crânios pré-históricos das populações litorâneas e dos índios atuais. As pesquisas eram centradas em medições detalhadas do crânio por meio de aparatos precisos, sendo que os estudos usavam uma abordagem teórica racialista e tipológica. Lund, por exemplo, acreditava que os crânios de Lagoa Santa apresentavam uma morfologia primitiva, diferente das populações litorâneas pré-históricas e dos índios atuais. Essa hierarquização das populações humanas quanto ao grau de desenvolvimento humano ocorria com frequência e Lagoa Santa era considerada na parte inferior do desenvolvimento biológico e cultural. Um fator fomentador dessas ideias era o fato do Museu Nacional do Rio de Janeiro, que na segunda metade do século XIX era o centro dos estudos científicos brasileiros, manter contato com a Europa, de onde vinham ideias de frenologia, anatomia comparada e evolucionismo social.

## Intervenções Arqueológicas em Lagoa Santa no Século XX
No século XX, a consolidação de outros grandes museus no Brasil marcou um momento de mudanças políticas e institucionais no país. Além disso, as pesquisas nacionais em antropologia estavam bastante voltadas para a diversidade biológica da população brasileira. Esse novo panorama moldou as intervenções arqueológicas em Lagoa Santa no começo do século XX.
A primeira escavação do século XX ocorreu na região de Lapa do Caetano, realizada por Cássio Lanari, que escavou pelo menos três esqueletos humanos. Esses ficaram de posse da família Lanari até serem doados ao Museu Nacional do Rio de Janeiro. Em 1926 retomou-se às escavações em Lagoa Santa com suporte institucional; Jorge Padberg-Drenkpol, do Museu Nacional do Rio de Janeiro, buscou testar as ideias de Lund realizando intervenções arqueológicas em Lagoa Santa. Foram escavadas os sítios de Lapa d’Água, Lapa da Amoreira, Lapa do Caetano, Lapa da Limeira e Lapa Mortuária, que continham ossos de humanos e animais, incluindo cerca de 100 esqueletos humanos bastante fragmentados. Tempos depois, Ávila realizou escavações na Lapa das Carrancas, que resultaram em 12 esqueletos humanos. Apesar da quantidade de ossos obtidos, há pouca informação sobre o contexto arqueológico dos materiais.
Paralelamente, a Academia de Ciências de Minas Gerais (ACMG) passou a fazer escavações arqueológicas e paleontológicas na região, realizando-as entre 1930 e 1960. Muitos esqueletos humanos foram obtidos das intervenções arqueológicas, inclusive o crânio do Homem dos Confins, exumado nos anos de 1933 e 1935 da Lapa Mortuária de Confins, junto com o crânio de um cavalo extinto. Esse material foi alvo de tentativas de datação relativa com flúor e fosfato, mas sem resultados conclusivos devido às limitações técnicas da época.
Neste contexto, o debate sobre a origem e a morfologia craniana dos habitantes de Lagoa Santa retomaram, tendo os grupos de pesquisa do Museu Nacional e da ACMG posições divergentes quanto ao tema. O grupo de Minas Gerais defendia a contemporaneidade entre a megafauna extinta e os esqueletos humanos da região, já os pesquisadores do Museu Nacional defendiam a posição oposta. O Homem dos Confins foi utilizado como objeto central da discussão. Deste modo, nota-se que a ACMG e o Museu Nacional foram essenciais para a retomada dos estudos brasileiros em Lagoa Santa.
Missões internacionais

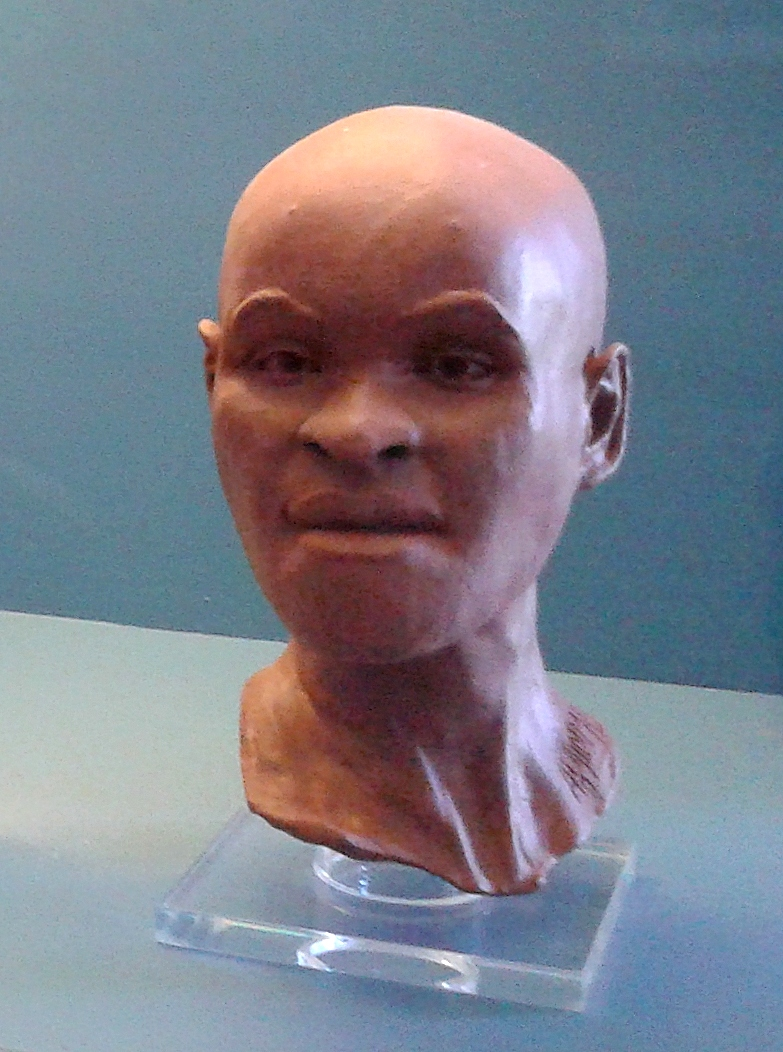
Reconstituição de indivíduo humano de sexo feminino (Luzia) com base nos remanescentes do crânio achado em Lapa Vermelha IV, Lagoa Santa, Minas Gerais.

Durante a segunda metade do século XX, o Brasil deixou de ser central nas pesquisas das disciplinas de arqueologia, antropologia e biologia. Lagoa Santa continuou a ser estudada principalmente por pesquisadores do Museu Nacional do Rio de Janeiro, com parceria de arqueólogos estrangeiros.
A década de 1950 foi marcada pelas intervenções lideradas por Wesley Hurt, da Universidade de Dakota do Sul, que tinha como objeto principal do estudo a coexistência entre humanos e megafauna extinta. A equipe encontrou 24 sepultamentos e bastante material lítico no abrigo da Lapa das Boleiras e no maciço de Cerca Grande. As datações radiocarbônicas confirmaram a antiguidade dos materiais achados e, consequentemente, comprovaram a ideia de Lund de que a ocupação das Américas era mais antiga do que se imaginavam. Entretanto, não foram encontrados indícios da megafauna extinta, o que embasou a ideia defendida pelos pesquisadores do Museu Nacional.
A missão Francesa, realizada na década de 1970, foi a segunda missão internacional em Lagoa Santa. Liderada por Annette Laming-Emperaire, as escavações foram concentradas no sítio Lapa Vermelha IV, que apesar da baixa densidade de ocupação humana, continha materiais de indústria lítica, fogueiras e conchas. A escavação do local chegou a níveis pleistocênicos e no fundo do sítio, encontrou-se um esqueleto humano de uma mulher jovem, que posteriormente foi batizado de Luzia, considerada um dos mais antigos esqueletos das Américas. A Missão Francesa também foi essencial para o início das pinturas e gravuras rupestres em Lagoa Santa. Inclusive, um membro da Missão Francesa, André Prous, escavou o sítio Grande Abrigo de Santana do Riacho, entre 1976 e 1979, e encontrou painéis e pinturas rupestres nas paredes do abrigo. Além disso, também encontrou 40 indivíduos datados em uma camada arqueológica do holoceno inicial.
Concomitantemente às escavações internacionais, os materiais encontrados nas intervenções arqueológicas anteriores continuaram a ser analisados pelos pesquisadores do Museu Nacional. Marília Mello Alvim foi a estudiosa de maior destaque do período, seus estudos tinham como objetivo entender a diversidade biológica da população a partir da caracterização métrica dos esqueletos. Analisando entre 180 e 200 indivíduos, ela concluiu que os crânios de Lagoa Santa representavam uma população homogênea, diferente dos índios atuais, mas com um grau de variação pertencente a uma população asiática de migração única para a América.

## Projeto Origens
O ano de 1988 foi marcado pelo início dos estudos de Walter Neves, pesquisador brasileiro, em Lagoa Santa. Neves tinha como tema central de sua pesquisa a história e origem populacional da região e começou seus trabalhos examinando os crânios encontrados por Lund na Lapa do Sumidouro, localizados na Dinamarca. Posteriormente, em 1995, o mesmo também examinou as coleções brasileiras de Lagoa Santa. Os crânios foram analisados utilizando medições cranianas padronizadas, aplicando a análise estatística multivariada e comparando as medidas com banco de dados mundiais. O resultado das análises demonstraram uma notável diferença morfológica entre os crânios antigos de Lagoa Santa e crânios recentes de populações indígenas, levando a formulação da hipótese de que o continente americano sofreu duas migrações humanas, de duas populações biológicas distintas. Nesse modelo de migração, Neves propõe que primeiro chegou uma leva populacional pelo nordeste Asiático, sendo esse povo morfologicamente semelhante aos africanos e australo-melanésia modernos. Em seguida, outra migração ocorreu pelo mesmo local, mas por povos com morfologia similar a de mongoloides. A região de Lagoa Santa seria constituída por povos da primeira migração.
No ano de 2000, o grupo de pesquisa de Neves iniciou um projeto chamado “Origens e microevolução do Homem na América: uma abordagem Paleoantropológica”. Os estudos visavam responder perguntas como a coexistência dos humanos com a megafauna e a antiguidade do ser humano na América. Além disso, o projeto tinha como objetivo a escavação de novos esqueletos humanos antigos, através de escavações minuciosas e cronologicamente contextualizadas. Ressalta-se que o projeto concluiu que humanos e a magafauna conviveram na região, mas não se têm evidências da utilização desses animais nos sítios arqueológicos.

## Estudos recentes
Os estudos mais recentes em Lagoa Santa têm se voltado para o sepultamento e a saúde dos primeiros habitantes da região. Escavações dos sítios Lapa das Boleiras e Lapa do Santo mudaram o antigo consenso de que os enterros em Lagoa Santa eram simples e homogêneos. De 2002 a 2016 foi documentada uma série de práticas mortuárias, como decapitação, seleção anatômica, remoção de dentes e fragmentação intencional dos ossos, que podem ser uma fonte de dados sobre o simbolismo das populações pré-históricas. Já no âmbito da saúde, um trabalho de 2012 analisou cinco aspectos: atividade física, estresse não específico durante o crescimento, infecções, subsistência e violência.

## Megafauna

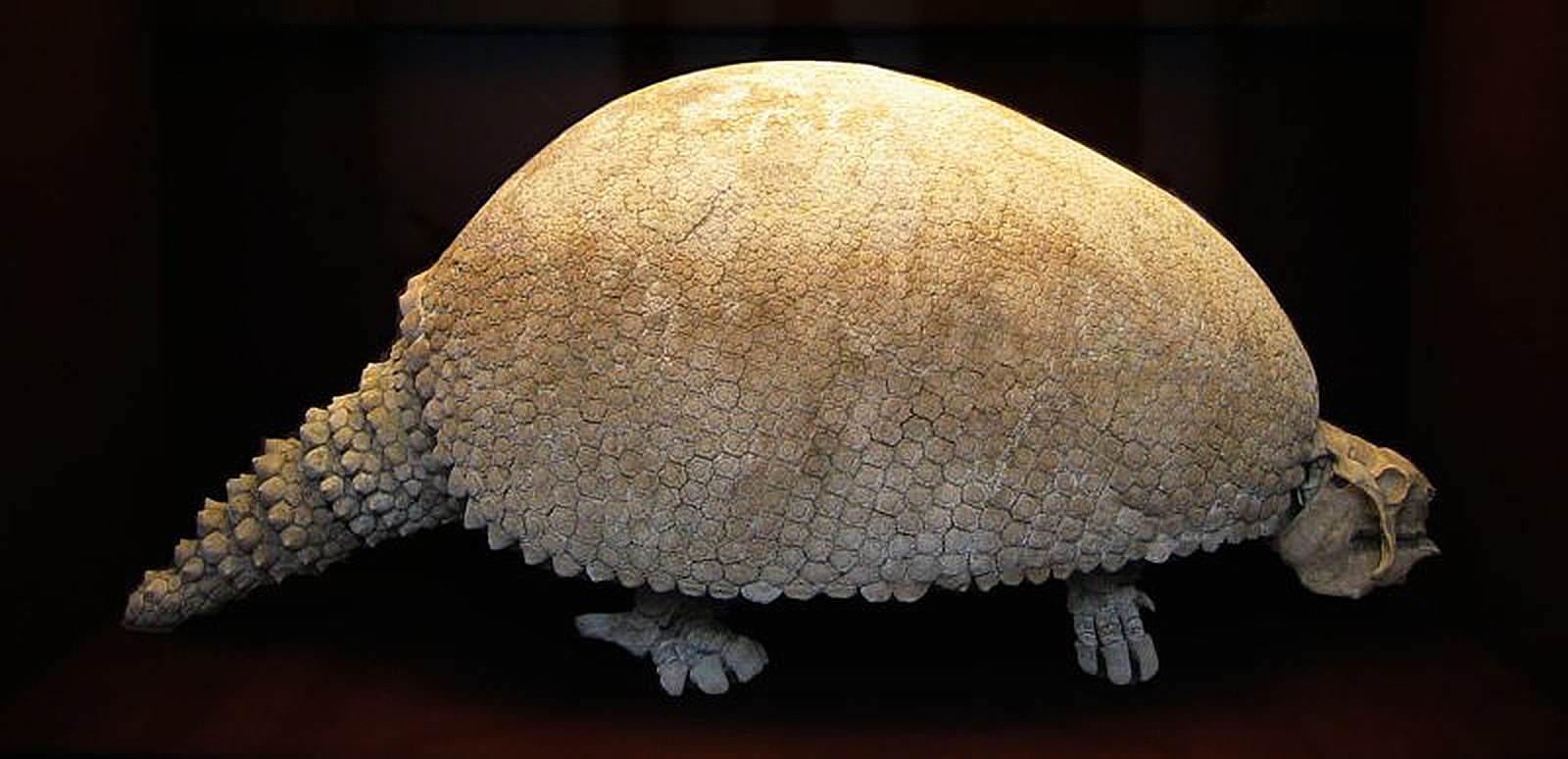
Glyptodontidae conhecido como tatu-gigante, representante da megafauna

A região de Lagoa Santa é rica em cavernas e sumidouros, sendo registrados diversos sítios paleontológicos com a co-ocorrência de restos humanos e de megafauna. Exemplos da megafauna encontrada na região incluem Glyptodontidae, Megalonichidae, Mylodontidae, Tapiridae, Tayassuidae, Equidae, Gomphortheriidae, Ursidae, Camelidae e Megatheridae. Os primeiros achados paleontológicos na região de Lagoa Santa foram realizados em escavações executadas por Peter Lund em 1843. Baseado em suas escavações, Lund propôs a convivência de humanos com os grandes mamíferos extintos, o que não foi prontamente aceito à época. Na primeira metade do século XX Harold Walter escavou a Lapa do Confins, encontrando restos humanos juntamente com fragmentos de um crânio de cavalo e de um fêmur de um pequeno mastodonte, o que o levou a também defender a contemporaneidade de humanos e da megafauna, mas a falta de controle estratigráfico detalhado fez com que persistissem as dúvidas.
Nos anos 70 foram datados ossos de preguiça-gigante Catonyx cuvieri como sendo de 9.580 anos atrás. Essa data, porém, foi obtida de maneira indireta. O projeto “Origens e microevolução do homem na América: uma abordagem paleoantropológica”, coordenado pelo arqueólogo Walter Neves, realizou diversas escavações entre 2000 e 2009. Datações realizadas no âmbito do projeto obtiveram idades de cerca de 10.000 anos para outro fragmento de Catonyx cuvieri, além de 9.260 para um tigre-dente-de-sabre (Smilodon populator). Essas datas confirmam a convivência do homem com pelo menos alguns mamíferos da megafauna pleistocênica da região, tendo em vista a idade de cerca de 11.500 anos para os vestígios humanos mais antigos na área. Porém, não foram encontradas evidências de que os habitantes humanos dessa região caçassem os megamamíferos.
Mais recentemente (2020), um estudo feito em um fóssil de Notiomastodon platensis de Lagoa Santa identificou um artefato humano encravado no crânio de um indivíduo jovem. Tal artefato se assemelha a ferramentas associadas às comunidades que viviam em Lagoa Santa, indicando a possibilidade de caça de filhotes de Natiomastodon pelos humanos da região. Trata-se da primeira evidência de megafauna morta por humanos na América do Sul.

## Morfologia craniana dos humanos de Lagoa Santa e ocupação na América do Sul
Os sítios presentes nas Américas carecem de exemplares humanos fósseis em abundância, sendo portanto, um problema para os estudos de morfologia craniana comparada. Ao longo de toda américa do norte os espécimes de sete mil anos ou mais são encontrados de forma rara, dispersa e isolada. A região de Lagoa Santa se demonstra como uma exceção, possuindo uma vasta quantia de fósseis da transição entre o Pleistoceno e Holoceno, datados de até 13000 anos A.C. A partir das décadas de 1830 até aproximadamente a metade da década 1840, o naturalista dinamarquês Peter Lund pesquisou extensivamente a região, exumando diversos esqueletos humanos, em conjunto com um gama de fósseis da megafauna. Desde então diversos pesquisadores têm voltado sua atenção para a região que podem dar pistas sobre as características e chegada dos primeiros povos à América do sul. Apenas no início do século XXI as pesquisas na região se organizaram de modo científico e as coletas e exumação passaram a ser feitas criteriosamente, permitindo assim a organização e descrição sistemática das estruturas fósseis.

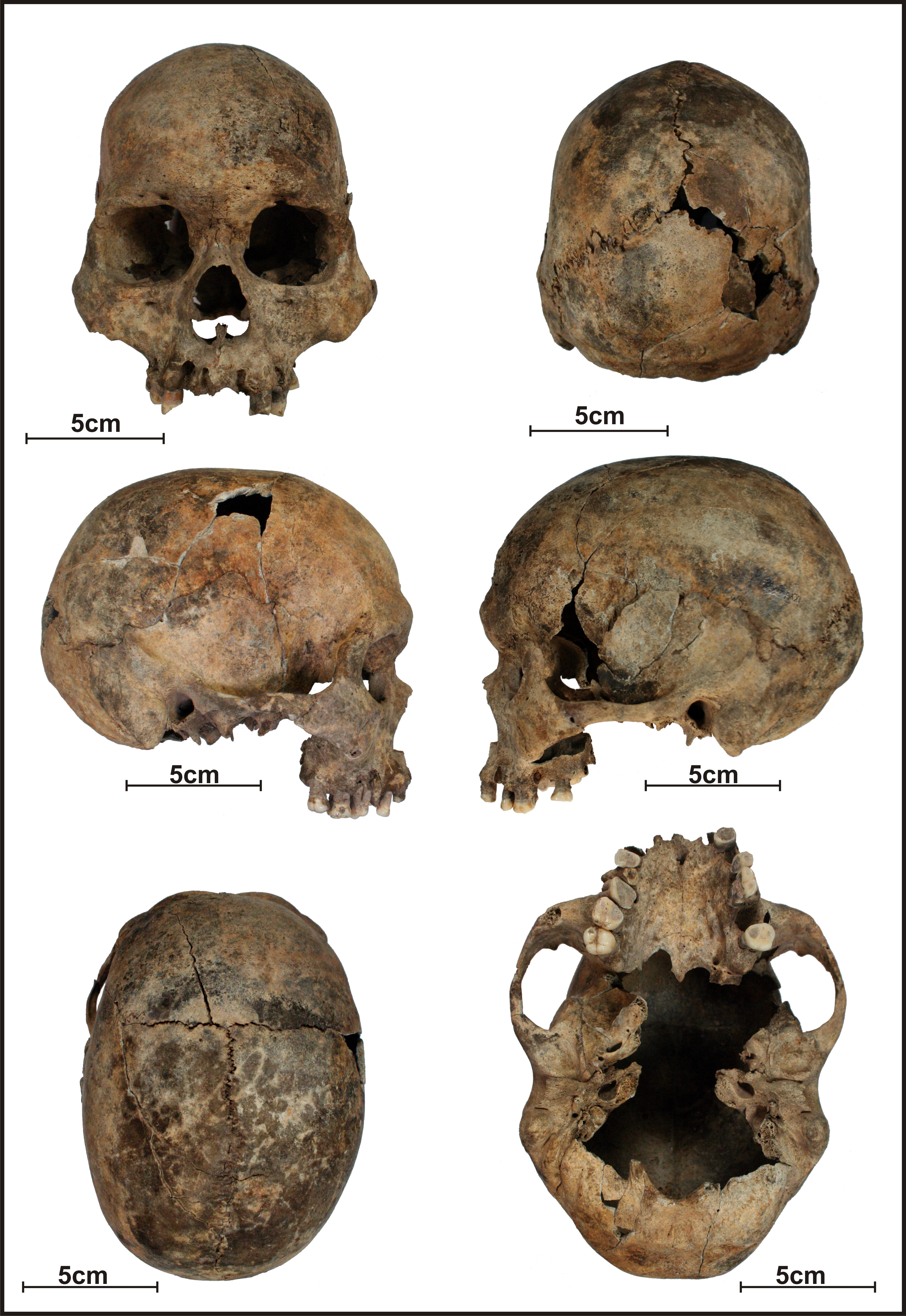
Lapa do Santo - Sepultamento 21 - Crânio. O Sepultamento 21 era composto pelo esqueleto quase completo e plenamente articulado de um único indivíduo adulto.

Através de medidas craniométricas mais recentes, as diferenças presentes entre os crânios de Lapa do Santo não foram significativas, portanto, as evidências parecem indicar para uma única população biológica. As análises morfo-craniais apontam que os materiais de Lagoa Santa teriam características morfológicas semelhantes às populações da australa-melanésia, em seguida, africanas subsaarianas e da ilha de Páscoa. As populações de Lapa do Santo possuem maior afinidade com os grupos australo-melanésios, em comparação, com os demais grupos arcaicos da América do Sul. Enquanto, os grupos de nativos americanos atuais apresentam maior grau associativo craniométrico com grupos lestenses asiáticos e grupos polinésios. Os fósseis humanos de Lapa do Santo, como os de Lagoa Santa, apresentando neurocrânios longos, faces e narizes baixos, sendo que na primeira o comprimento parietal contribui pouco para o comprimento do crânio, já em Lagoa Santa, o comprimento do crânio se deve principalmente ao comprimento alongado do parietal. As populações nativo americanas apresentam características neuro-craniais opostas às encontradas em Lapa do Santo e Lagoa Santa, possuindo neurocrânios curtos e face e nariz alto.
As análises morfométricas cranianas respaldam a hipótese entre a proximidade entre os povos de Lagoa Santa e os australo-melanésia, e em segundo lugar, com os africanos subsaarianos e os habitantes tardios da ilha de Páscoa. Enquanto, os crânios povos nativos americanos atuais agrupam-se no morfoespaço ocupado pelas populações asiáticas, da Polinésia e europeias. Além disso, dentro dos três mil anos (12000 - 9000 a.C) de ocupação, do tipo morfológico de Lagoa Santa, a população demonstrara um nível de diversidade biológica referente a apenas uma única população moderna. Isto significa que do ponto de vista morfológico, os ocupantes de Lagoa Santa representavam uma população única. A morfologia paleoamericana, como as vistas nos sítios de Lagoa Santa, é encontrada na ampla maioria dos exemplares de 9000 A.C. das Américas, tais características, estavam presentes no globo ao final do Pleistoceno.
A ampla disseminação pelas Américas do morfotipo encontrada em Lagoa Santa indiciam que o processo de dispersão e chegada de grupos humanos através do continente americano foi complexa e envolveu drásticas mudanças morfológicas durante o período do Holoceno. Três principais hipóteses foram formuladas com intuito de explicar os processos envolvendo as mudanças morfológicas no continente. A primeira hipótese defende que a transição morfológica se deu por um conjunto de processos microevolutivos, passando de uma morfologia própria paleoamericana para um desenvolvimento gradual apresentando, por fim, características particulares dos nativos americanos atuais. O suporte desta hipótese se dá pela maioria dos estudos moleculares atuais, pontuando uma origem única para os diversos grupos nativos americanos. Dentro desta perspectiva, os processos evolutivos neutros (deriva e fluxo gênico) teriam dado alicerce para as mudanças morfológicas observadas na América do Sul durante o Holoceno, ou processo relacionados à seleção natural com a adoção da agricultura. Além da hipótese de origem única, existem outras hipóteses que são respaldadas por aspectos morfológicos, apresentando duas origens ou migrações discretas. Essas outras hipóteses, definem que os processos evolutivos locais não seriam suficientes para explicar a diversidade morfológica presente no continente americano. A segunda hipótese apresenta a ideia de que a morfologia paleoamericana e a morfologia ameríndia são oriundas de fluxos migratórios distintos pelas Américas. Portanto, o  primeiro fluxo migratório para a américa teria sido realizado por grupos humanos morfologicamente paleoamericanos e os povos ameríndios teriam origem de outro fluxo migratório, se espalhando pelo continente e podendo se miscigenar ou substituir os grupos anteriormente presentes. A terceira hipótese consiste no pensamento de que a diversidade morfológica seria explicada por um intercâmbio contínuo com o noroeste asiático, visto que, dentro desta perspectiva, os processos de microevolução não seriam suficientes para gerar a diversidade morfológica americana.
De forma factual, os registros humanos fósseis na américas possuem dois grandes agrupamentos, os de grande antiguidade representados pelos de morfologia  australo-melanésia, compostos pelos crânio de Lagoa Santa, e os mais recentes de morfologia ameríndia com afinidade aos grupos do leste asiático e polinésios. Dado a ausência de registro morfologicamente intermediárias entre as antigos e atuais povos das américas, as evidências atuais dificultam a sustentação das hipóteses que envolvem a ocorrência de processo evolutivos (deriva ou seleção) que se acumularam ao longo do tempo e resultaram na transição de grupos de características australo-melanésia para ameríndios. Os dados atuais são insuficientes para permitir uma distinção entre o modelo de dois fluxos migratórios distintos e o  modelo de fluxo contínuo com Ásia. É provável que os processos de dispersão e ocupação humana na América do Sul ocorerra com características e dinâmicas próprias, portanto, existem dificuldades em transpor conhecimentos prévios relativos a regiões do globo, por exemplo, as culturas materiais presentes na América do Norte, como a Cultura de Clóvis, não estão presente na América do Sul e, vice-versa.
As populações pioneiras de Lagoa Santa compartilham as mesmas características morfológicas e provavelmente representam uma mesma população biológica. No entanto, durante um dado momento do Holoceno Médio, um outro padrão morfológico povoou o continente sul-americano, devido ao(s) influxo(s) de uma nova população biológica nas Américas. A nova morfologia substitui os grupos de morfologia paleoamericana em algumas regiões e, em outras, a morfologia antiga parece ter se propagado até momentos recentes. Dentro do contexto do território brasileiro, os grupos costeiros demonstravam morfologia ameríndia durante o Holoceno Médio. No entanto, os grupos que habitavam os planaltos do centro-leste brasileiro até o período colonial, apresentavam morfologia paleoamericana, dentre os exemplos de populações indígenas que detinham essas características são os Botocudos. Alguns destes indivíduos apresentam linhagem mitocondrial oriunda da Polinésia ou do leste africano. A presença de DNA mitocondrial leste africano nos indígenas pode ser indício de uma miscigenação durante o período colonial brasileiro. No entanto, caso a origem seja relativa a polinésia, indicaria uma maior diversidade biológica  sul-americana, dado que o leste do continente americano e a Polinésia são distantes. Como mencionado anteriormente, as populações antigas da ilha de Páscoa demonstram alta afinidade morfológica com grupos paleoamericanos. Portanto, a questão continua parcialmente em aberto e são necessários mais estudos abrangentes relativos à diversidade biológica e craniométrica de grupos nativos americanos.

## Cultura Material
Características de sepultamento
Entre 2000 e 2009, a equipe de Walter Neves e André Strauss exumou e analisou 26 sepultamentos humanos ocorridos entre 10.500 e 8.000 atrás na caverna denominada Lapa do Santo, revelando práticas mortuárias nunca encontradas em terras baixas da América do Sul, complexas e variáveis através do tempo. A sucessão de padrões de sepultamento revelam a sucessão de diferentes culturas que ocuparam a região de Lagoa Santa.

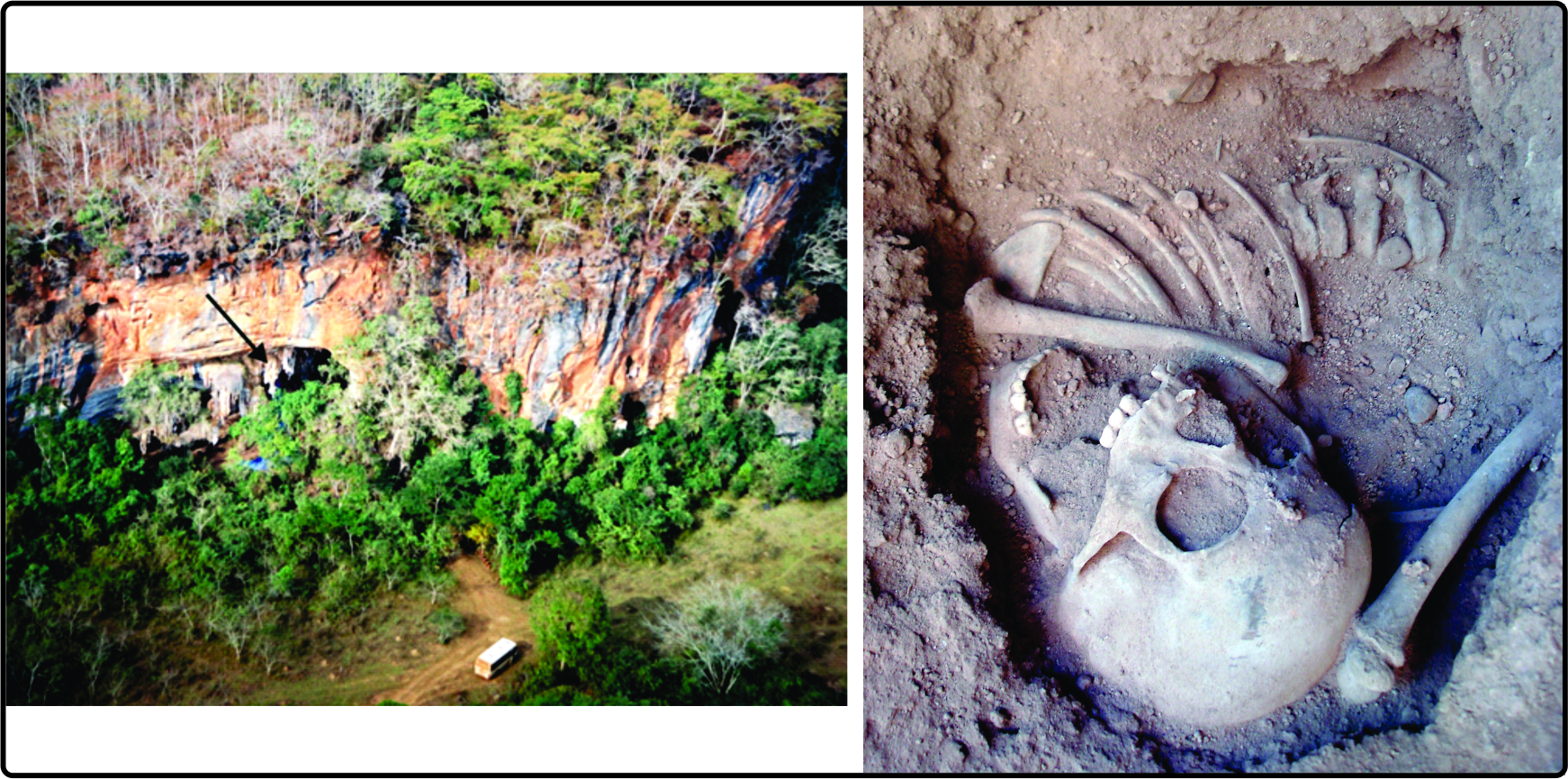
Lapa do Santo - Vista aérea do maciço e esqueleto humano de cinco anos de idade.

Os sepultamentos descritos na Lapa do Santo foram classificados em seis padrões funerários distintos, baseados na cronologia e forma.
O padrão mais antigo (PFLS-1, Padrão Funerário da Lapa do Santo 1), datado entre 10.600 e 9.700 anos atrás, é caracterizado por enterros articulados, sem sinais de manipulação de corpo, em posição fletida. É registrado em dois sepultamentos, de um homem e de uma criança de 5 anos. A criança foi depositada em posição sentada, com a mandíbula em posição aberta, o que indica que cova não foi completamente preenchida. Não houve deposição de blocos sobre a cova.
O PFLS-2 foi datado entre 9.400 e 9.600 anos atrás e é subdividido em três categorias distintas: PFLS-2a, PFLS-2b e PFLS-2c. No PFLS-2a ocorrem esqueletos parciais, mas articulados e com marcas de descarnamento. Ocorre também a remoção das diáfises (parte longa) das tíbias e fíbulas em um dos sepultamentos (21). Em outro (26), há uma decapitação com a preservação das seis primeiras vértebras, com as duas mãos amputadas depositadas sobre o crânio.
O PFLS-2b consiste em covas preenchidas por ossos desarticulados de até cinco indivíduos com seleção das partes anatômicas presentes, alguns deles exibindo vestígios de exposição ao fogo, pigmentação vermelha, descarnamento, corte e remoção intencional da dentição. Nos sepultamentos 14, 17 e 18 ocorre a justaposição de ossos longos – geralmente com as extremidades cortadas - de um indivíduo com o crânio e/ou mandíbula de outro. Ossos de indivíduos subadultos estão associados e de indivíduos adultos no mesmo fardo. A ocorrência de marcas de queima junto a sinais de descarnamento sugerem que possa ter havido canibalismo associado a esse padrão. O sepultamento 23 é composto pelo crânio de um indivíduo dentro do qual foram depositados 84 dentes. O sepultamento 9 consiste em um crânio de criança, perto do qual foi encontrada uma montagem de ossos e dentes. O padrão PFLS-2c é formado por ossos isolados com sinais de corte e queima que não faziam parte dos sepultamentos formais.

O PFLS-3, com datas de 8.600 a 8.200 anos atrás, é composto por nove ossadas desarticuladas em covas circulares de 30 a 40 cm de diâmetro e 20 cm de profundidade, cada uma abrigando um único indivíduo. Algumas das covas eram recobertas por estruturas circulares formadas por blocos de calcário. Não foram identificadas marcas de corte ou queima, remoção de dentes, pigmentação vermelha.

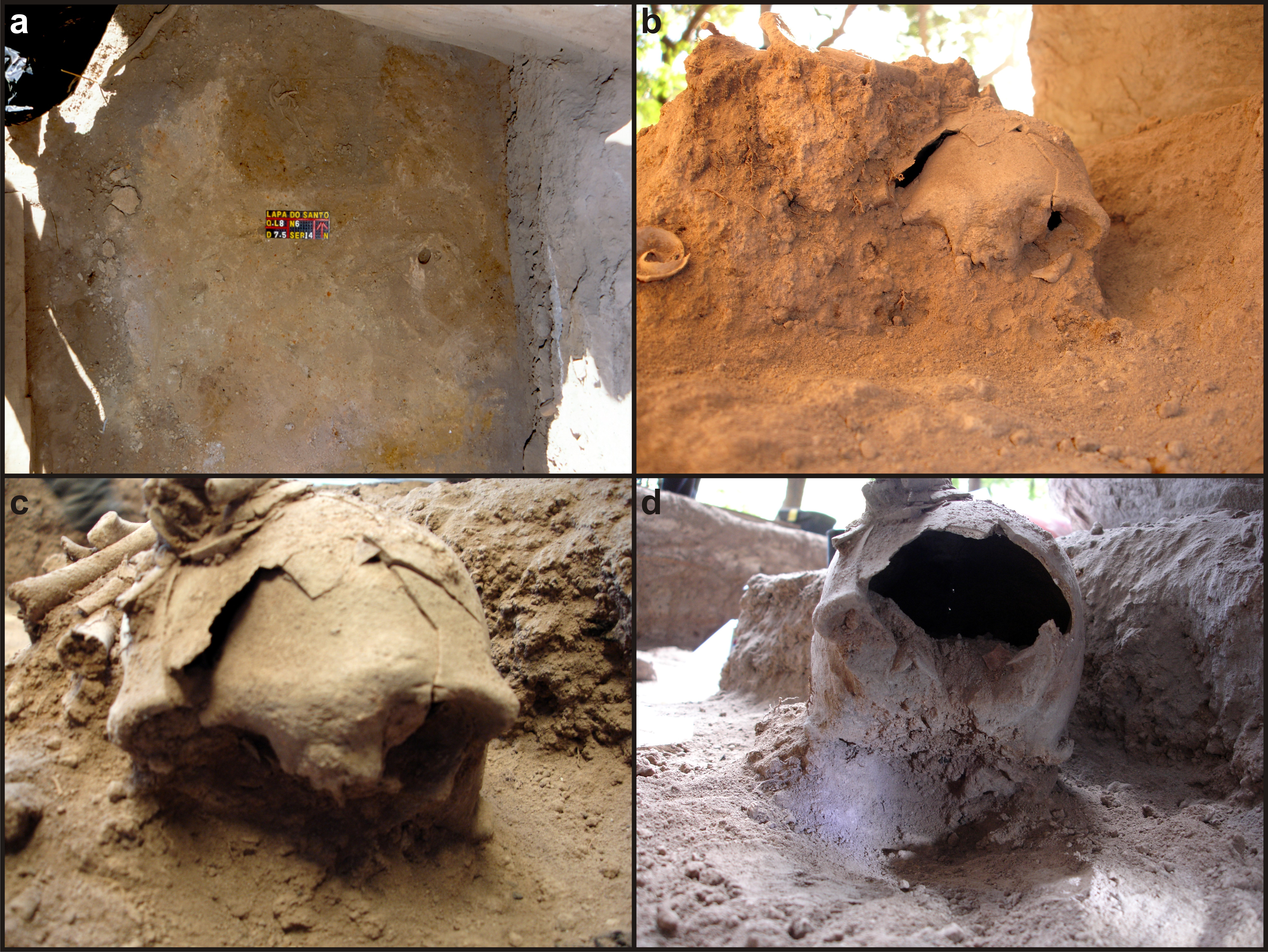
Lapa do Santo - Sepultamento 14 - Fotos de diferentes posições e em diferentes momentos da escavação. Crânio adulto sobre o qual foram colocados diversos ossos do pós-crânio de duas crianças. Escavados do sítio arqueológico da Lapa do Santo, na região de Lagoa Santa em Minas Gerais.

O PFLS-4, (9.000 anos atrás) observado em apenas dois sepultamentos, apresenta esqueletos adultos articulados com os membros ausentes (apenas os superiores no 2, os superiores e inferiores no 3), mas sem presença de marcas de corte.
No PFLS-5, ossos de um indivíduo adulto do sexo feminino foram organizados em feixe. A presença de marcas de corte nos ossos longos e a disposição dos ossos aproxima esse padrão do PFLS-2, mas não ocorre no PFLS-5 a organização dos ossos em pares opositores (justaposição de crânios de indivíduos subadultos com ossos longos de indivíduos adultos e vice-versa). Também não ocorre a seleção de partes anatômicas, e há somente um indivíduo na cova. Não há datação direta para o PFLS-5, mas a sua posição espacial sobrejacente ao PFLS-2 sugere uma idade mais recente, representando um padrão isolado, não uma variação do Padrão 2.
O PFLS-6 (Sepultamento 8) é o único em que se observa uma cremação total do indivíduo, com os ossos calcinados de uma adulta preenchendo uma cova circular. Não foram encontrados carvões na cova, indicando que a queima não ocorreu ali. Trata-se de um caso único de cremação na região de Lagoa Santa.
O PFLS-7 (Sepultamento 4) é similar ao PFLS-3, consistindo em uma cova circular preenchida pelos ossos de um indivíduo subadulto. Porém, está localizado em um nível estratigráfico mais recente que o do Padrão 3, e a cova está coberta por blocos de quartzito (ao invés de calcário como em alguns sepultamentos do Padrão 3). Além disso, há a presença de pigmentação vermelha, que não ocorre no PFLS-3.
Além destes, mais 14 sepultamentos foram exumados em um projeto iniciado em 2011 na mesma região. Esses esqueletos, porém, ainda não foram cientificamente descritos e publicados.
A alta variabilidade e complexidade dos sepultamentos na Lapa do Santo antagoniza a homogeneidade encontrada nos outros componentes do sítio, como artefatos líticos, remanescentes faunísticos e morfologia craniana. Esse heterogeneidade de padrões funerários complexos sugerem que ao longo do Holoceno Inicial grupos culturalmente distintos habitaram a região. As técnicas de documentação e escavação utilizadas anteriormente, focadas na questão da coexistência de humanos com a megafauna, eram insuficientes para perceber essa heterogeneidade, criando acidentalmente a falsa homogeneidade atribuída aos sepultamentos de Lagoa Santa.
Pinturas e gravuras rupestres

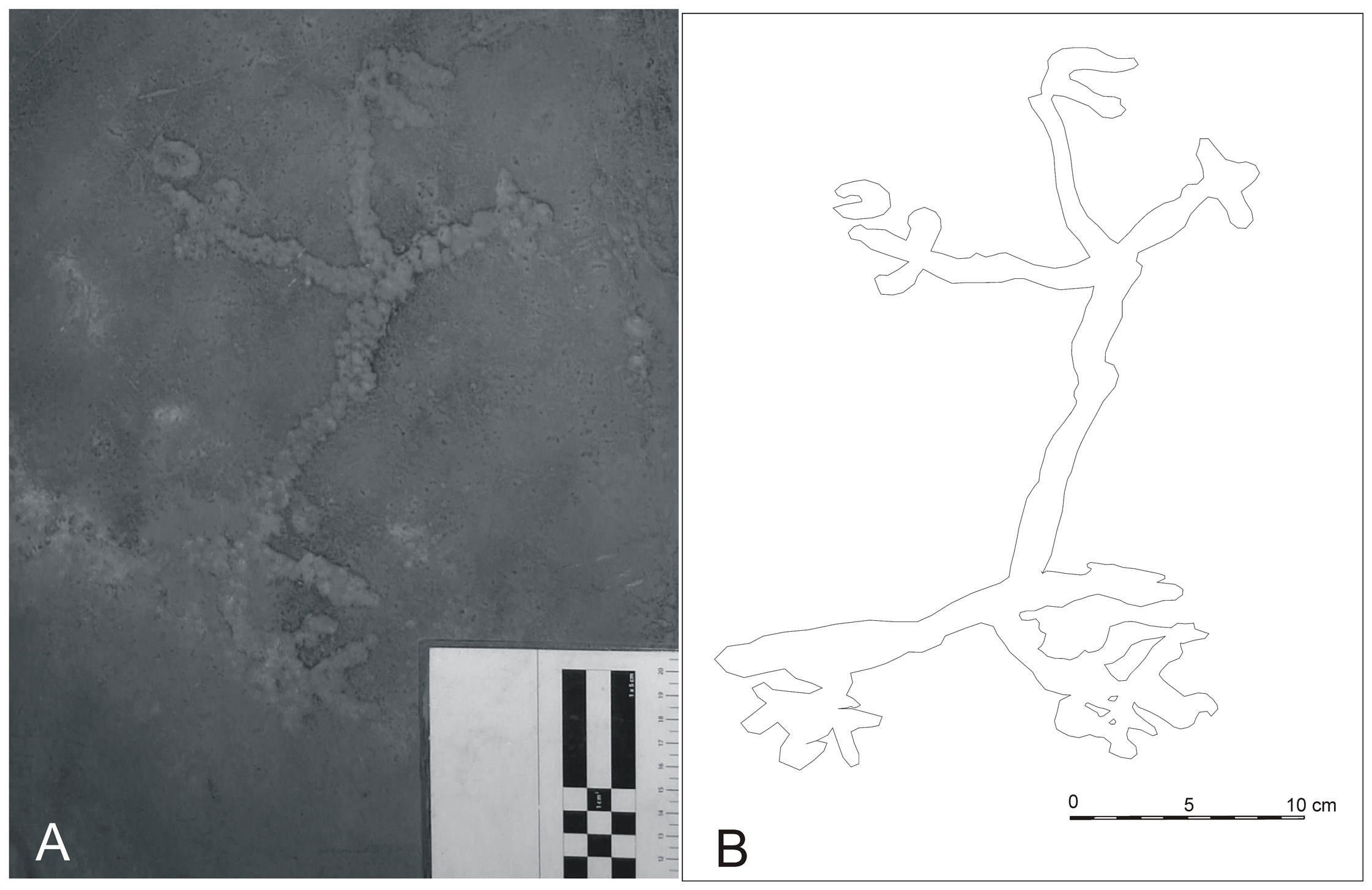
Lapa do Santo - Grafismo rupestre do Holoceno inicial (Taradinho). Foto do original (A) no momento da descoberta em 2009 e desenho esquemático (B).

A gravura rupestre em Lagoa Santa pode ser dividida em unidades estilísticas, sendo que essas são ordenadas cronologicamente, mas sem excluir a possibilidade de que algumas delas coexistiram. No presente texto serão citadas duas unidades estilísticas, a tradição de Planalto e a de Ballet. Entretanto, ressalta-se que a pintura mais antiga de Lagoa Santa, datada entre 9.500 e 10.400 anos atrás, é uma gravura isolada e foi encontrada na Lapa do Santo. Caracteriza-se por uma figura de um pequeno antropomorfo, filiforme e com o órgão reprodutor masculino ereto, apelidado de “Taradinho”.
A Tradição do Planalto é a segunda expressão gráfica mais antiga de Lagoa Santa, provavelmente correspondente ao Holoceno Médio. Ela é a unidade estilística mais representada na região e é caracterizada pela presença de animais de tamanhos variados. As representações mais comuns são os cerídeos e outros quadrúpedes, sendo frequentemente representados isoladamente. Também há pinturas de caçadas, nas quais os animais aparecem cercados ou flechados por antropomorfos menores. As figuras de Planalto geralmente são distribuídas em diversas localidades nos abrigos, do contato com o piso até alturas de 8 metros, entretanto, a maioria situa-se entre 50 cm e 2 metros de altura. A maioria das figuras possuem entre 20 e 45 cm.
A unidade estilística Ballet tem a maioria de suas pinturas datadas depois das representações de Planalto e é caracterizada por conjuntos de representações humanas, nas quais os sexos são bem caracterizados. Além disso, tem-se representações de cenas de parto, que sugerem uma ênfase na sexualidade e reprodução. Uma figura típica dessa representação possui corpo filiforme, braços soerguidos e cabeça que pode apresentar boca aberta em forma de bico.
Através do exposto, nota-se a importância das gravuras rupestres para fornecer informações sobre cultura, ela é uma forma de expressão visual que permite contato com o imaginário pré-histórico. Assim, se faz essencial a conservação e valorização desses.
Indústria lítica de Lagoa Santa

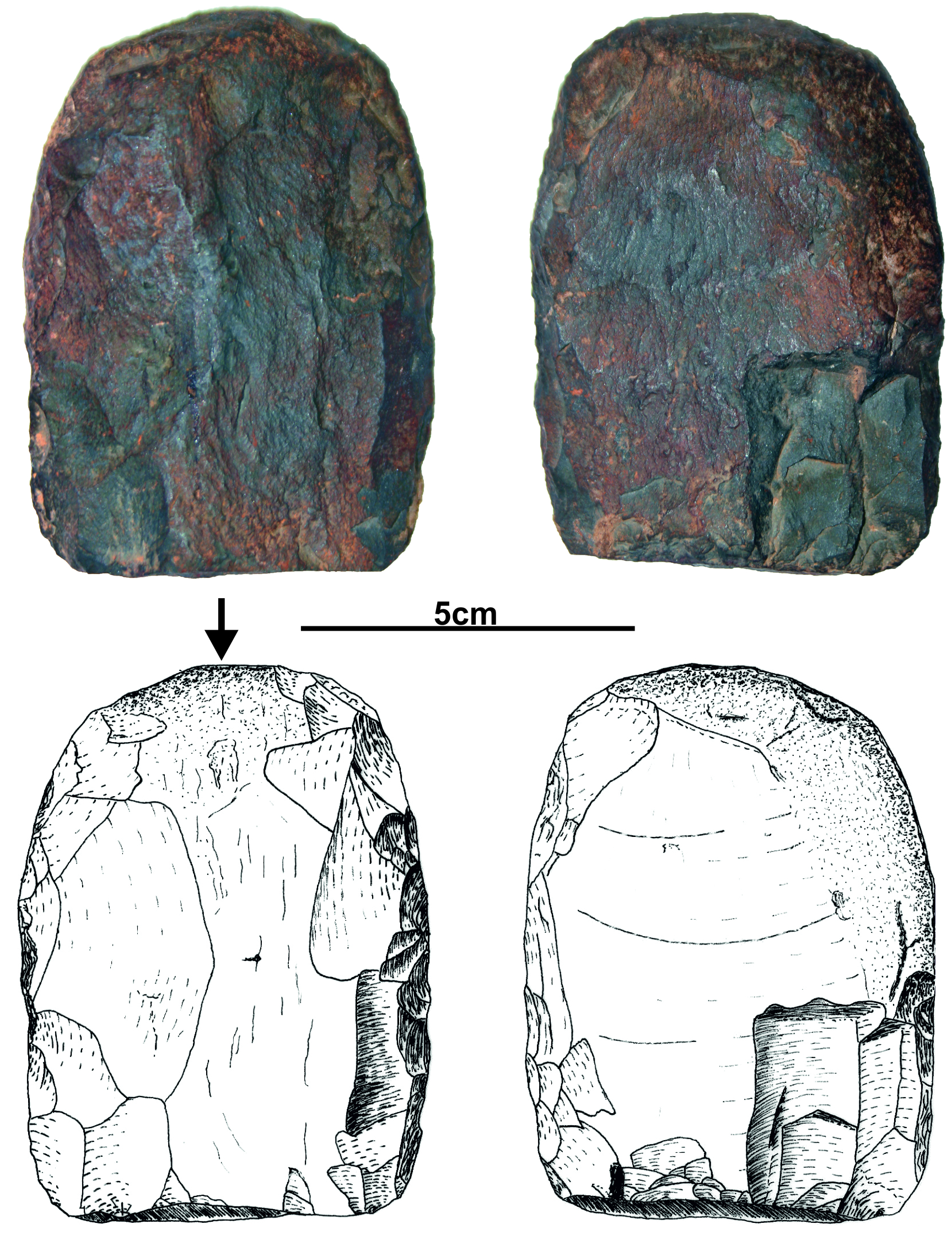
Lâmina de “machado” de hematita encontrada em Lapa dos Santos

A partir das escavações na região de Lagoa Santa, foram descobertos alguns sítios líticos, a céu aberto e em abrigo, sendo os principais deles: Coqueirinho, Sumidouro, Lapa do Santo e Lapa das Boleiras. Entretanto, por mais que a área tenha sido pesquisada há quase 200 anos, poucos trabalhos foram realizados para analisar a indústria lítica do local.
Os líticos encontrados são de tecnologia relativamente simples, apresentando uma tecnologia de núcleo generalizado, sem artefatos formalizados e quase inteiramente feitos de quartzo hialino, proveniente principalmente da cidade de Pedro Leopoldo, sendo que demais matérias primas eram obtidas de outras regiões. Porém, também relata-se a existência de uma pequena quantidade de artefatos mais avançados, como pontas de projétil bifaciais e alguns tipos de raspadores.

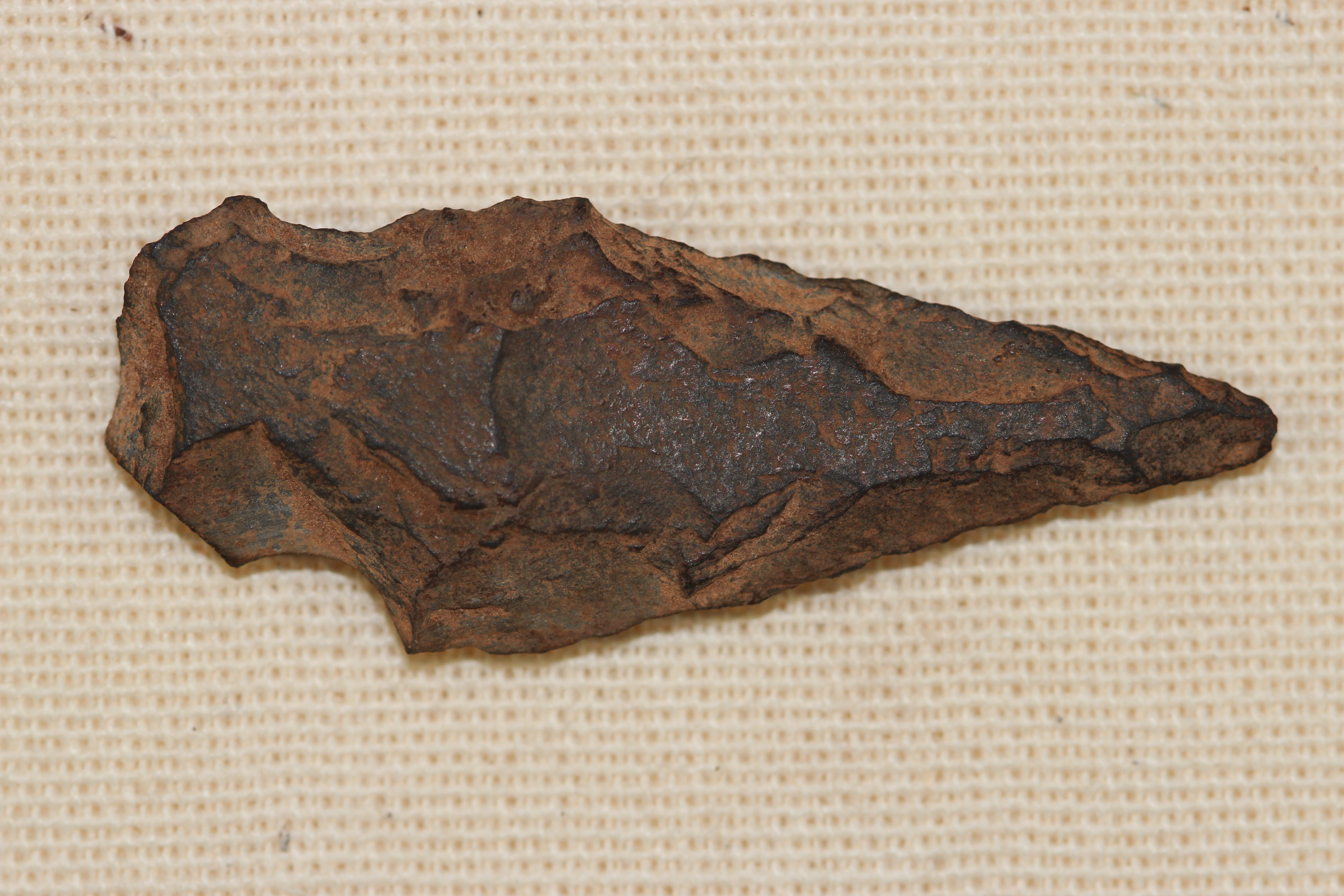
Lapa do Santo - Ponta de projétil

Existem dois aspectos marcantes na descrição dos vestígios líticos de Lagoa Santa: a enorme quantidade de lascas e fragmentos de quartzo em todos os sítios e a existência de uma variedade de lâminas de machado com diferentes graus de polimento e lascamento. A presença de lâminas de machado, associadas ao Holoceno Inicial, é um achado extremamente raro no Brasil, sendo uma das evidências mais antigas de polimento de instrumentos líticos na América e de intervenção humana na composição florestal.
Apesar de uma indústria lítica simples com a ausência de padrões de subsistência baseados em captura de pequenos mamíferos, répteis e recursos vegetais, o local apresenta acúmulo de cinzas associadas a ocupações do Holoceno Inicial, contrapondo as expectativas arqueológicas de ocupação por bandos de caçadores-coletores.
No entanto, deparou-se com uma ponta de projétil localizada em Lapa do Santo relativo ao Holoceno Inicial. A ponta possui um pseudo-pedúnculo e apresenta um comprimento de quatro centímetros. Além disso, a ponta demonstra acabamento rudimentar, sugerindo a possibilidade de uma pré-forma. A descoberta da ponta provoca o questionamentos sobre a representatividade da indústria lítica achada nos sítios da região.
Pesquisas afirmam a ausência de modificações significativas ao longo da estratigrafia, já que os conjuntos líticos não apresentam características distintas e, portanto, não há evidências de mudanças tecnológicas. Por fim, a distribuição e qualidade dos líticos sugerem que os sítios foram áreas de atividades específicas, que provavelmente foram abandonadas e reocupadas regularmente durante o Holoceno Inicial.

## Principais sítios líticos
Sítio Coqueirinho
O sítio Coqueirinho se localiza nas margens da Lagoa do Sumidouro, na base de uma vertente com inclinação suave com direção noroeste-sudeste.
Os vestígios arqueológicos da região são encontrados desde a superfície até cerca de 130 cm de profundidade e consistem essencialmente em material lítico, com alguns vestígios históricos, como telhas e pregos.
Sítio Sumidouro
O sítio Sumidouro está localizado no extremo sudeste da Lagoa do Sumidouro, em uma porção côncava da vertente. Existem pelo menos 3 camadas de materiais arqueológicos neste sítio, sendo que a camada mais superficial contém cerâmicas, líticos e terra queimada, a camada mediana é composta majoritariamente por líticos e a camada mais profunda somente por líticos.
Sabe-se que a coleção formada com as escavações é bastante limitada em termos quantitativos. Apesar da intensidade de intervenções e datações obtidas para este sítio, atualmente ele ainda é o que apresenta a menor e menos diversificada amostra de vestígios líticos.
Lapa do Santo

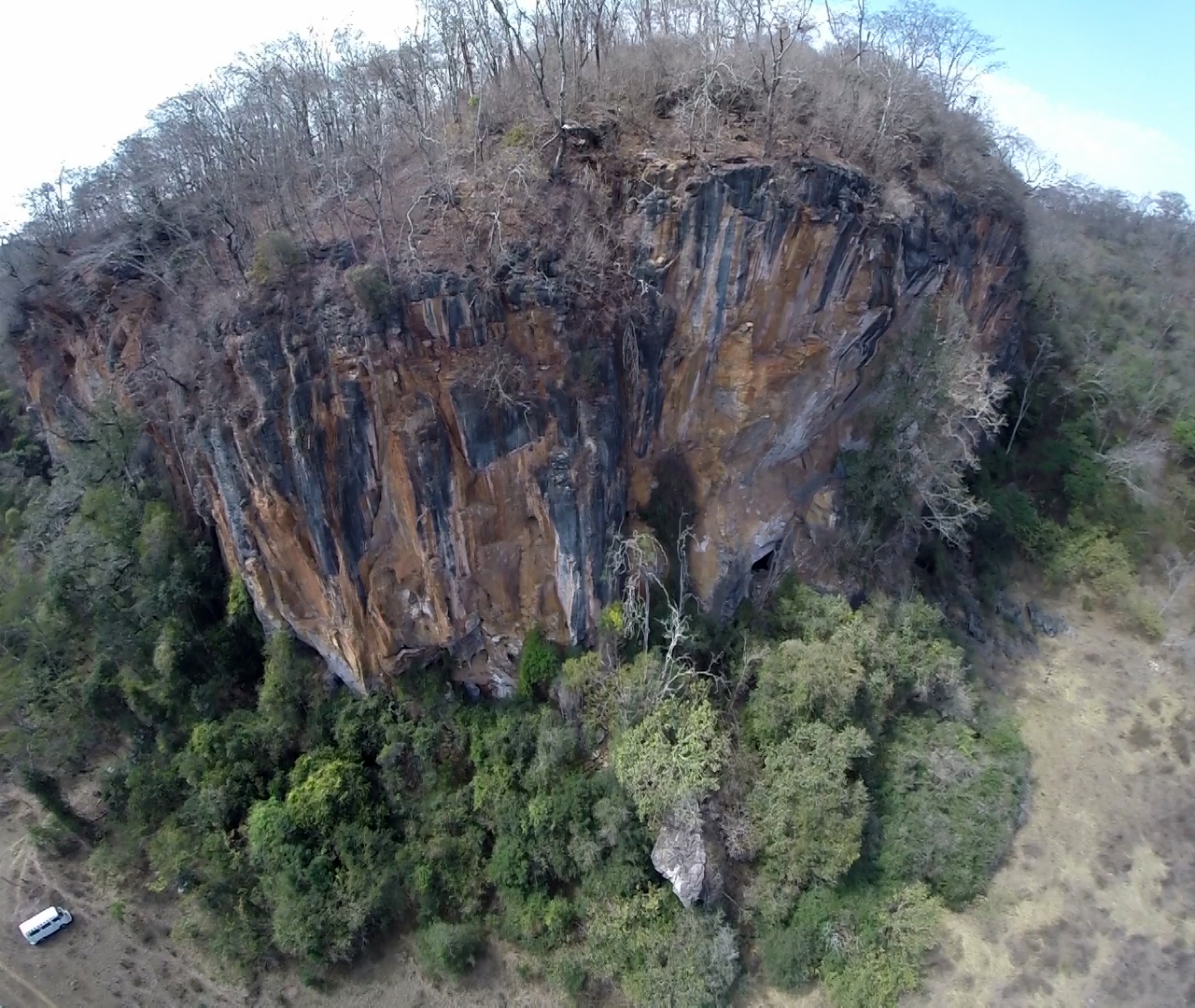
Lapa do Santo - Vista aérea.

A Lapa do Santo é um sítio em abrigo e consiste em uma caverna localizada na Fazenda Cauaia, no limite entre as cidades de Matozinhos e Pedro Leopoldo e apresenta uma área ampla de aproximadamente 1.300 m². O local contém mais de 30 sepultamentos humanos escavados e artefatos líticos, sendo a maioria com pequenas dimensões. Ainda não está definida a totalidade da amostra coletada neste sítio, mas estima-se uma densidade mínima de 1164 vestígios/m².
Lapa das Boleiras
A Lapa das Boleiras é localizada em uma região de Cerrado e Mata Seca e representa um grande abrigo rochoso com abertura para oeste, com uma área de 420 m². Nas escavações foram encontrados enterros humanos, líticos abundantes, artefatos ósseos e restos de fauna e flora. Não existem informações sobre a totalidade da coleção, mas é estimada uma densidade mínima de 470 vestígios/m².

## Saúde da paleopopulação de Lagoa Santa
A saúde da paleopopulação de Lagoa Santa pode ser inferida através de estudos osteológicos e dentários, foi possível obter informações valiosas sobre as condições de saúde, estilo de vida e desafios enfrentados por essa população. A análise da saúde dessa população oferece percepções sobre a dieta, nutrição, doenças, violência interpessoal e outros aspectos que moldaram a vida dessas comunidades ancestrais. Permitindo melhor compreender a história e evolução das populações humanas nas Américas, além de fornecer uma visão única sobre as condições de vida e saúde em um período remoto da história humana. Os próximos tópicos, trata de estudos e descobertas relacionadas à saúde da paleopopulação de Lagoa Santa, destacando a importância dessas pesquisas para a compreensão da vida e das condições de saúde dessas comunidades antigas.
Saúde oral e dieta

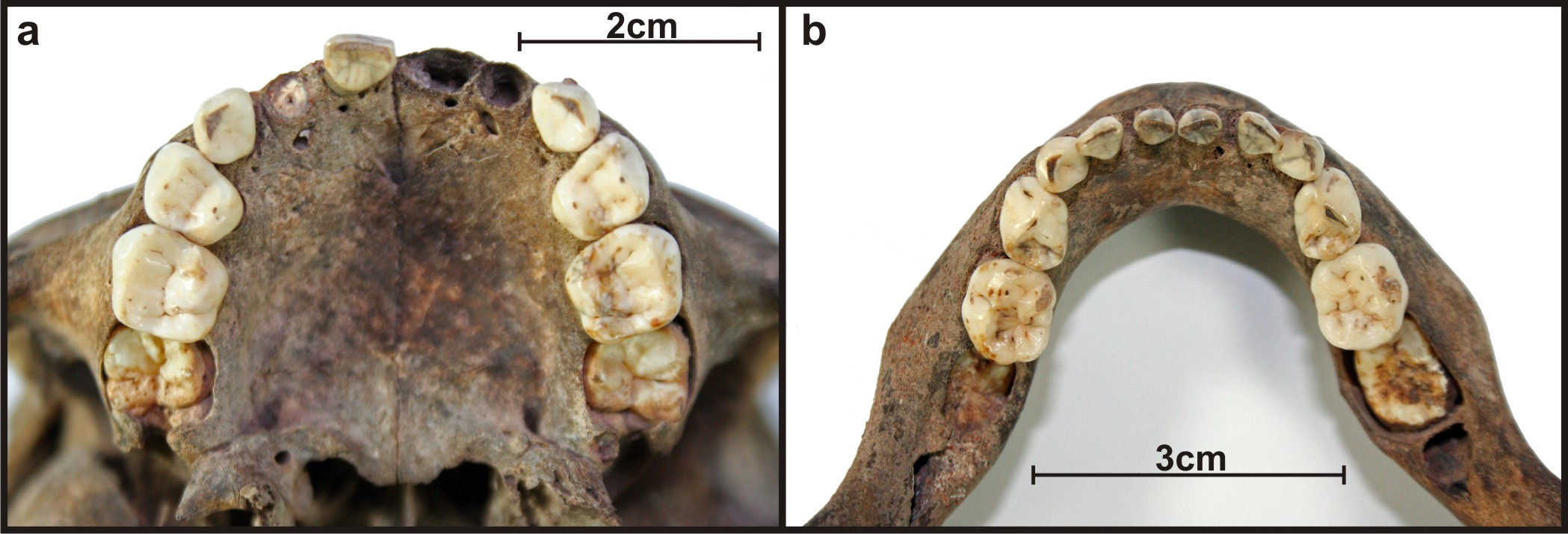
Lapa do Santo - Sepultamento 27 - Fotos do maxilar e mandíbula.

A saúde bucal é um aspecto fundamental relativo à saúde de uma população. No que diz respeito a população de Lagoa Santa, estudos osteológicos e dentários revelaram informações interessantes sobre a saúde bucal dessa comunidade do início do Holoceno. A população de Lagoa Santa apresentava uma saúde bucal comprometida, com alta prevalência de cáries e abscessos. Essa condição de saúde bucal desfavorável era incomum para uma população de caçadores-coletores do período, desviando-se do padrão típico encontrado no banco de dados WHP (World Health Organization Paleopathology Database).

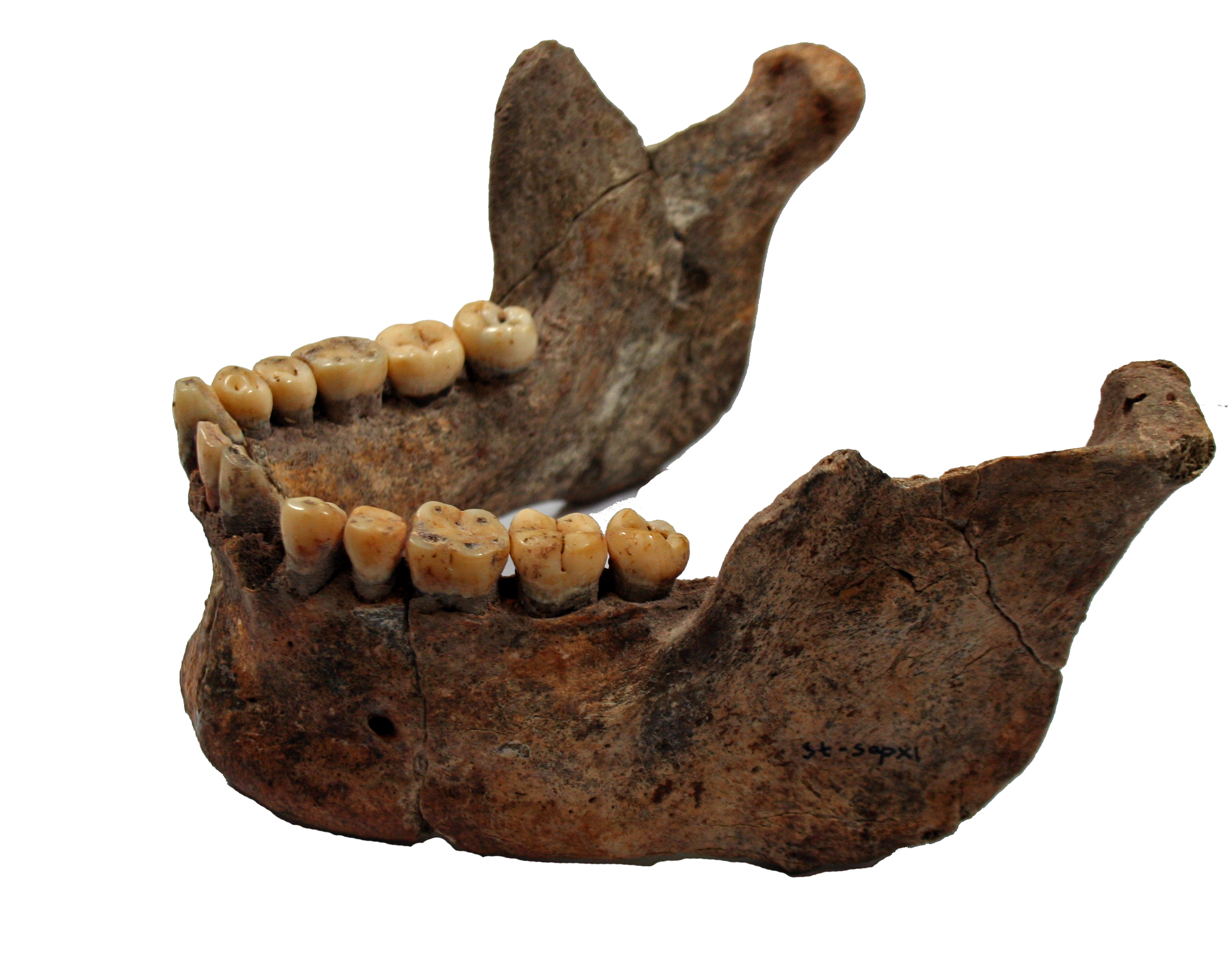
Lapa do Santo - Sepultamento 11 - Foto da mandíbula.

Curiosamente, os habitantes de Lagoa Santa apresentavam uma saúde bucal mais semelhante àquela observada em populações agrícolas. Isso sugere que, apesar de serem uma população de caçadores-coletores, eles compartilhavam características de saúde bucal com agricultores. É importante ressaltar que essa aproximação ao perfil de saúde dos agricultores ocorreu não apenas na saúde bucal, mas também em outros aspectos da saúde, como mobilidade, infecções e estresse geral. É interessante notar que a população de Lagoa Santa não apresentava evidências arqueológicas de domesticação, construções monumentais, tecnologia elaborada ou diferenciação de status.
Os achados desafiam as suposições tradicionais de que a saúde bucal está diretamente relacionada ao estilo de vida agrícola ou à complexidade social. Os estudos sobre a saúde bucal da população de Lagoa Santa revelaram uma condição de saúde bucal desfavorável, com alta prevalência de cáries e abscessos. Essa população apresentava uma desvirtuação em relação ao padrão típico de caçadores-coletores, se aproximando mais do perfil de saúde dos agricultores.
Atividade (carga de trabalho, mobilidade e lesão acidental)

A atividade física, carga de trabalho, mobilidade e lesões acidentais são aspectos importantes a serem considerados sobre a paleopopulação de Lagoa Santa. Estudos arqueológicos e antropológicos revelaram informações valiosas sobre a atividade e o estilo de vida deste grupo. A partir de análise de esqueletos e vestígios arqueológicos, pode-se inferir a carga de trabalho, a mobilidade e as lesões acidentais que afetaram essa população.

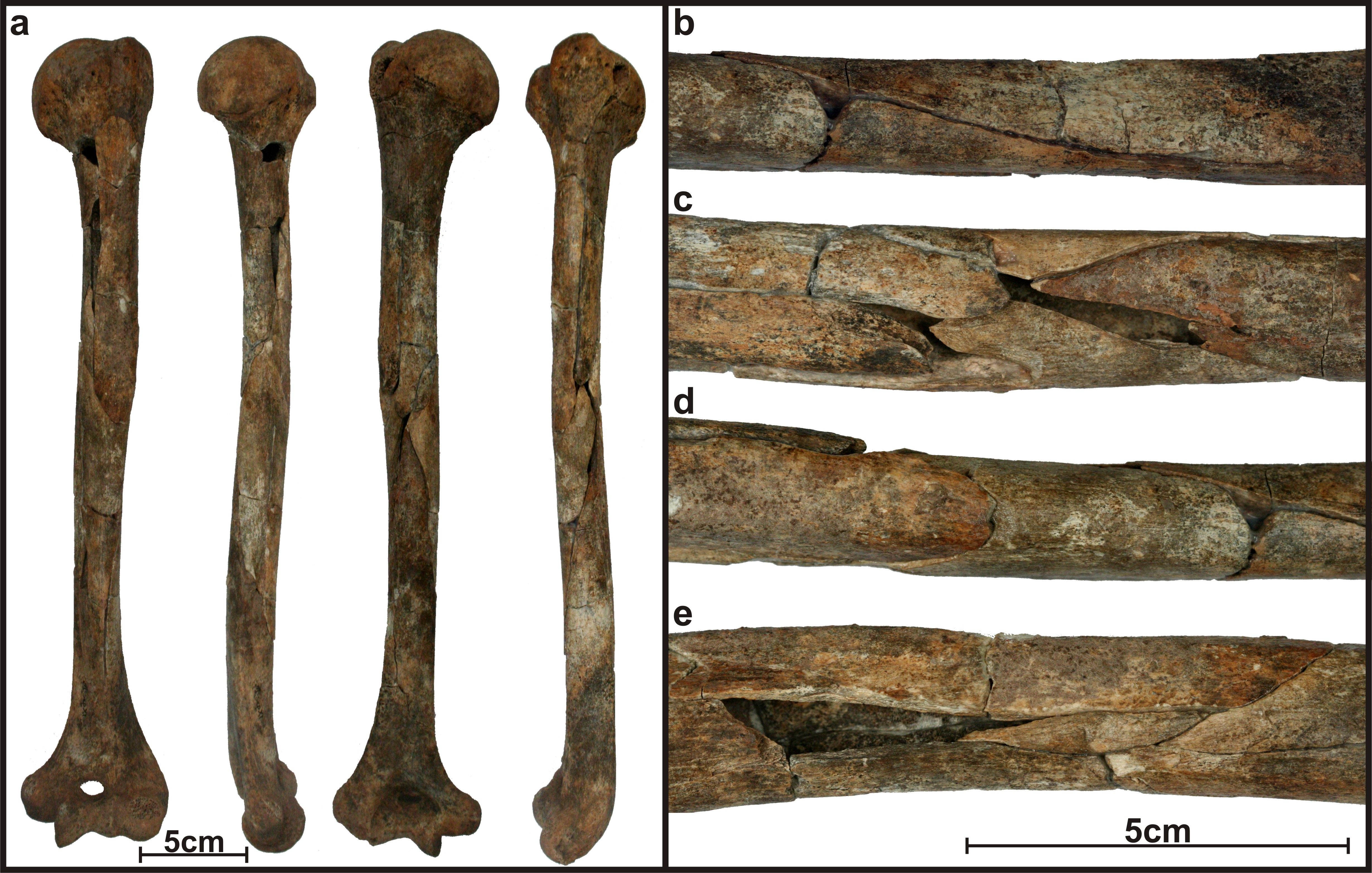
Lapa do Santo - Sepultamento 11 - Fotos das fraturas não cicatrizadas (perimortem) no umero esquerdo.

No que tange à carga de trabalho, os habitantes de Lagoa Santa estavam envolvidos em atividades físicas de alta intensidade. Isso é evidenciado pela presença de desgaste articular e ósseo, indicando movimentos repetitivos e esforço físico constante. A análise de lesões nos ossos também sugere que a população estava envolvida em atividades como caça, coleta de alimentos e outras tarefas relacionadas à subsistência.
Quanto à mobilidade, a paleopopulação de Lagoa Santa tinha uma mobilidade significativa. Isso é evidenciado pela presença de lesões nos ossos, como o fêmur, que indicam movimentos repetitivos, como caminhadas e corridas. Além disso, a presença de ferramentas diversas em diferentes locais sugere que a população se deslocava regularmente em busca de recursos naturais.
Em relação às lesões acidentais, a população de Lagoa Santa estava sujeita a lesões não intencionais. A maioria das lesões encontradas eram em forma de pequenos abaulamentos gerados por microfraturas curadas, causadas por armas pequenas e não letais. Isso sugere a presença de conflitos sociais na população de Lagoa Santa, podendo indiciar uma alta densidade populacional para a disponibilidade limitada de recursos.
A carga de trabalho intensa indica que os habitantes de Lagoa Santa estavam envolvidos em atividades físicas exigentes para garantir sua sobrevivência. A caça, a coleta de alimentos e outras tarefas relacionadas à subsistência requeriam esforço físico constante, como demonstrado pelo desgaste articular e ósseo encontrado nos esqueletos. Essa carga de trabalho também pode estar relacionada à alta dependência de plantas na dieta, o que diminui a mobilidade da população, conforme sugerido por estudos modernos sobre caçadores-coletores.
Doenças infecciosas
As doenças infecciosas da paleopopulação de Lagoa Santa referem-se às condições de saúde e às doenças causadas por um agente infeccioso ou suas toxinas,  que  afetaram os indivíduos que habitaram a região de Lagoa Santa durante o período Holoceno inicial.
A densidade populacional e a aglomeração de pessoas em ambientes restritos foram fatores-chave que contribuíram para a prevalência de infecções. A falta de evidências arqueológicas de interações humanas de longa distância em Lagoa Santa sugere que novas doenças não foram introduzidas por meio de influências inter-grupo. Além disso, as evidências esqueléticas indicam uma tendência de baixa mobilidade individual nessa população.
A análise do material lítico exótico sugere que a movimentação de mulheres entre populações devido a uniões exogâmicas pode ter trazido novas doenças para Lagoa Santa. Embora menos comum etnograficamente, a movimentação de homens também pode ter contribuído para esse padrão. Sociedades mais dependentes da coleta tendem a ser matrilocais, o que pode influenciar a disseminação de doenças. As características ambientais de Lagoa Santa não fornecem uma resposta clara para o padrão de infecção. Embora a região seja tropical, o inverno seco marca a sazonalidade.
Em comparação ao índice de infecção de Lagoa Santa com outras populações de caçadores-coletores, observa-se que Lagoa Santa ocupa uma posição intermediária em relação a infecções localizadas e sistêmicas. As infecções localizadas incluem osteomielite, abscessos dentários e sinusite, enquanto as infecções sistêmicas incluem tuberculose e sífilis. A prevalência dessas doenças infecciosas em Lagoa Santa é semelhante à de outras populações de caçadores-coletores, sugerindo que as condições de vida e saúde eram semelhantes em diferentes regiões do mundo.
Estresse sistêmico durante o crescimento e desenvolvimento
O estresse sistêmico durante o crescimento e desenvolvimento pode apresentar desdobramentos danosos para os indivíduos. Indícios apontam para o processo de estresse sistêmico na paleopopulação de Lagoa Santa, afetando a saúde, o crescimento e o desenvolvimento dos indivíduos que habitaram a região durante o período Holoceno. O modelo de estresse geral, considera a estatura e desenvolvimento ósseo. Quanto aos habitantes de Lagoa Santa, estes parecem ter passado por maior estresse durante o crescimento e desenvolvimento em comparação com populações típicas de caçadores-coletores, especialmente as mulheres. Esse estresse geral durante o crescimento e desenvolvimento pode ser causado por má nutrição, parasitas ou doenças infecciosas.
A população de Lagoa Santa apresenta uma baixa estatura relativa, o que pode ser atribuído ao papel desempenhado pelas infecções sistêmicas durante o crescimento e desenvolvimento. As infecções sistêmicas são graves impedimentos para o crescimento e desenvolvimento adequados. A baixa estatura relativa observada em Lagoa Santa sugere que as infecções sistêmicas tiveram um impacto significativo na saúde e no desenvolvimento dessa população. No entanto, não há informações disponíveis sobre parasitas durante o período Holoceno inicial em Lagoa Santa. Estudos posteriores realizados em um indivíduo mumificado datado de 540 anos atrás, na região norte de Minas Gerais, detectaram a doença de Chagas e infestações por Echinostoma e Ancylostomidae nesse indivíduo.
A paleopopulação de Lagoa Santa, possivelmente apresentavam uma dieta rica em frutos ricos em zinco, cálcio e ferro, no entanto, estes estão sujeitos a sazonalidade e a biodisponibilidades desses alimentos precisam ser melhor avaliadas. Frutas estão mais prevalentes durante as estações chuvosas, enquanto em período de estiagem, os tubérculos seriam fontes de energia alternativas, contudo, estes são pobres em nutrientes. É importe ressaltar que além destes fatores, pode ter havido um aumento da população e maior disputa pelos recursos vigentes, levando a escassez de alimentos e impactando no crescimento e desenvolvimento.
Violência interpessoal e belicosidade
A violência interpessoal e a belicosidade da paleopopulação de Lagoa Santa referem-se aos padrões de conflito social e agressão física que ocorreram entre os indivíduos que habitaram a região de Lagoa Santa durante o período Holoceno inicial. Os dados apontam para a presença de conflitos sociais na população de Lagoa Santa. Esses conflitos podem ser explicados pela alta densidade populacional e pela baixa disponibilidade de recursos na região. A disputa por recursos, como alimentos e água, em um ambiente sazonal com estresse hídrico, pode ter gerado tensões e conflitos entre os indivíduos.
A análise dos vestígios arqueológicos revelou a presença de lesões ósseas em indivíduos de Lagoa Santa. No entanto, a maioria dessas lesões eram pequenas depressões curadas, causadas por armas pequenas e não letais. Isso sugere a ocorrência de confrontos físicos, mas com armas de menor letalidade. Esses confrontos podem ter sido resultado de disputas territoriais, rivalidades interpessoais ou outros motivos relacionados à competição por recursos.
É importante ressaltar que a belicosidade observada em Lagoa Santa não é exclusiva dessa população. Estudos comparativos com outras populações de caçadores-coletores indicam que a violência interpessoal era uma característica presente em várias sociedades antigas. No entanto, a belicosidade em Lagoa Santa pode ter sido influenciada pela alta densidade populacional e pela competição por recursos escassos na região.